# Ajmal Basit
Jamal Basit (* 17. September 1978 in Brooklyn als Ajmal Basit) ist ein ehemaliger US-amerikanischer Basketballspieler.

## Karriere
Die Basketball-Laufbahn von Basit begann an der University of Massachusetts Amherst. In der NCAA konnte er gute Statistiken vorweisen. Nach drei Jahren in Massachusetts wurde er nach einem Streit mit seinem Trainer aus der Mannschaft geworfen, woraufhin er an Delaware. Dort bestritt Basit sein Abschlussjahr und verließ mit durchschnittlich 15,2 Punkten und 9,6 Rebounds die Hochschule. Nach einer Saison in der US-amerikanischen Liga USBL, begleitet von zwei Auftritten in NBA-Camps wechselte Ajmal Basit nach Europa.
Seine erste Station in Europa war Portugal. Dort spielte er bei CAB Madeira. Ein Jahr später verließ Basit Portugal wieder und wechselte zu Maccabi Ramat Dan nach Israel. Aber auch hier blieb Basit nur ein Jahr und wechselte nach Deutschland zu Avitos Gießen.
Gießen, bekannt dafür gute Center zu verpflichten, tat das auch diesmal: 10,3 Punkte und 10,7 Rebounds durchschnittlich in 28 Spielen bedeutete einen Double-Double über die ganze Saison hinweg. Nach der Saison wollte Gießen Basit von einer Verlängerung seines Vertrages überzeugen. Dies gelang nicht und er nahm das Angebot der Bayer Giants Leverkusen an. Basit überzeugte in der ersten Saison die Verantwortlichen der Leverkusener so sehr, dass er 2004 ein Anschlussvertrag über zwei Jahre abschloss. Basit, der einer der Führungsspieler im Team des Rekordmeisters war, konnte auch in der Saison 2004/05 gute Stats vorbringen. Jedoch reichte es nicht für die Playoffs mit den Riesen vom Rhein. In seiner letzten Saison mit Leverkusen kämpft er mit dem Team gegen den Abstieg. Nach einer beeindruckenden Serie von sieben gewonnenen Spielen schaffte es Leverkusen, die Klasse zu halten. Basit war eine der tragenden Säulen dieser Mannschaft. Zum Beispiel beim wichtigen Spiel gegen die Telekom Baskets Bonn, bei dem er 16 Punkte machte und 11 Rebounds holte. Im Juni 2006 gab der Coach der Giants Achim Kuczmann bekannt, dass Ajmal Basit Leverkusen verlassen wird. Nach vielen Gerüchten um seine Person wechselte Basit zu EWE Baskets Oldenburg. Schließlich gaben am 7. August 2007 Science City Jena die Verpflichtung von Ajmal Basit bekannt und so verließ er EWE Baskets Oldenburg nach nur einem Jahr wieder. Ausschlaggebend dafür war vor allem die Einsatzzeit: In Leverkusen spielte Basit ca. 24 Minuten, in Oldenburg kam er nur auf 13 Minuten Einsatzzeit und in Jena steht er nun wieder über 26 Minuten pro Partie auf dem Parkett. Im Spiel gegen die Köln 99ers, am 24. November 2007, konnte Basit seinen Punkterekord in der BBL einstellen: Er erzielte 25 Punkte.
Am 24. September 2008 verließ er nach dem sportlichen Abstieg Jena und ging nach Portugal zu Ovarense Aerosoles. Es folgten noch Stationen in Szolnoki Olaj KK in Ungarn, beim ESPE Basket Châlons-en-Champagne in der französischen Nationale Masculine 1 und bei Lions de Genève in der Schweiz.
Nach dem Ende seiner Spielerkarriere wurde er High-School-Basketballtrainer.